# Gunnar Hedberg (politiker)
Bo Gunnar Hedberg, född 14 augusti 1948 i Anundsjö församling i Västernorrlands län, är en svensk politiker (moderat). Han var kommunalråd i Uppsala kommun 1983–2012, samt ordförande i kommunstyrelsen i samma stad 1991–1994 och 2006–2012. Hedberg efterträddes på båda posterna av Fredrik Ahlstedt. Han var riksdagsledamot (tjänstgörande ersättare) 2012, 2014–2015 och 2017 för Uppsala läns valkrets.
Mellan februari 2014 och juni 2014 hade Hedberg tillsammans med Lars Stjernkvist ett regeringsuppdrag att jobba med att övertyga kommuner om att öka flyktingmottagandet.
Hedberg är uppväxt i Bredbyn i Ångermanland.

## Riksdagsledamot
Gunnar Hedberg var riksdagsledamot (tjänstgörande ersättare) 2012, 2014–2015 och 2017 för Uppsala läns valkrets. Han tjänstgjorde som ersättare för Marta Obminska 25 februari–31 december 2012 respektive Ulrika Karlsson 13 januari–17 april 2014, 1 december 2014–30 maj 2015 och 18 maj–18 juni 2017.
I riksdagen var han suppleant i trafikutskottet och extra suppleant i EU-nämnden. Han är även ledamot i Riksdagens ansvarsnämnd (2016–2018 och 2019–).